# 短頭擬長頜魚
短頭擬長頜魚，為輻鰭魚綱骨舌魚目象鼻魚科拟长颌鱼属的其中一種。分布於非洲佛塔河流域，體長可達65公分，可做為觀賞魚。